# Степное (Лебединский район)
Степное (укр. Степне) — село,
Михайловский сельский совет,
Лебединский район,
Сумская область,
Украина.
Код КОАТУУ — 5922986506. Население по переписи 2001 года составляло 37 человек .

## Географическое положение
Село Степное находится в 2-х км от левого берега реки Грунь.
На расстоянии в 2,5 км расположены сёла Грунь, Новосельское, Лозово-Грушевое и Кринички.
По селу протекает пересыхающий ручей с запрудой.

## Экономика
- Молочно-товарная ферма.